# 11 juni
11 juni är den 162:a dagen på året i den gregorianska kalendern (163:e under skottår). Det återstår 203 dagar av året.

## Namnsdagar

### I den svenska almanackan
- Nuvarande – Bertil och Berthold
- Föregående i bokstavsordning
  - Barnabas – Namnet fanns, till minne av Barnabas en av aposteln Paulus medarbetare, som ska ha grundat den första kyrkan på Cypern, på dagens datum fram till 1901, då det utgick.
  - Berit – Namnet infördes på dagens datum 1986, men flyttades 2001 till 13 oktober.
  - Berthold – Namnet infördes på dagens datum 1986. 1993 flyttades det till 8 februari, men återfördes 2001 till dagens datum.
  - Bertil – Namnet infördes på dagens datum 1901 och har funnits där sedan dess.
  - Eskil – Namnet har förekommit både på dagens datum och 6 oktober, innan det, långt före 1901, flyttades till 12 juni, där det har funnits sedan dess.
- Föregående i kronologisk ordning
  - Före 1901 – Barnabas och Eskil
  - 1901–1985 – Bertil
  - 1986–1992 – Bertil, Berit och Berthold
  - 1993–2000 – Bertil och Berit
  - Från 2001 – Bertil och Berthold
- Källor
  - Brylla, Eva (red.): Namnlängdsboken, Norstedts ordbok, Stockholm, 2000. ISBN 91-7227-204-X
  - af Klintberg, Bengt: Namnen i almanackan, Norstedts ordbok, Stockholm, 2001. ISBN 91-7227-292-9

### Finlandssvenska almanackan
- Nuvarande från 1929[1] – Hjördis
- I föregående revideringar[a][2]
  - inga ändringar sedan 1929

## Händelser
- 1042 – Konstantin IX Monomachos utnämns till kejsare av bysantinska riket, sedan den regerande kejsarinnan Zoë Porphyrogenita har utsett honom till make och medregent – trots att han har konspirerat mot hennes förre make, kejsar Mikael IV. Hon kommer emellertid inte att bli Konstantins medregent, utan överlåter regeringsmakten på honom. Hon förblir därmed kejsargemål till sin död 1050, medan Konstantin förblir kejsare till sin död 1055.
- 1488 – När den skotske kungen Jakob III stupar i slaget vid Sauchieburn under det skotska adelsuppror, som pågår mot kungen, utnämner de upproriska hans 15-årige son Jakob IV till hans efterträdare på den skotska tronen.[3] Därigenom tar upproret snart slut, och hans regeringstid präglas av att den skotska kungamakten stärks – han anses allmänt vara den mest framgångsrike monarken av ätten Stuart.
- 1727 – Vid Georg I:s död efterträds han som kung av Storbritannien och Irland av sin son Georg II. Han blir därmed den sista brittiska monark, som är född utanför Storbritannien.
- 1770 – Den brittiske upptäcktsresanden James Cook och hans besättning blir de första européer, som upptäcker Stora barriärrevet utanför Australiens nordöstkust. Upptäckten sker, då deras fartyg, barken HMS Endeavour, går på grund på revet (på ett rev som därför har fått namnet Endeavourrevet). Efter några försök kommer man loss och letar i två dagar efter en lämplig plats att laga fartyget på. Den 13 juni finner man en flodmynning (där Cook ger floden namnet Endeavourfloden), där man den 17 juni lyckas ställa fartyget på ett lämpligt grund, så att man kan reparera det. Först den 5 augusti kan man fortsätta resan mot Batavia.
- 1903 – Kung Alexander I av Serbien och hans gemål drottning Draga blir bestialiskt mördade på kungliga slottet i Belgrad av några berusade officerare, som har brutit sig in i palatset. Morden sker efter att Alexander har blivit alltmer impopulär, dels genom att gifta sig med den 12 år äldre Draga (som har varit hans mors hovdam) och därigenom orsakat skandal, och dessutom har velat utse hennes bror till tronföljare, samt att han har genomfört en statskupp, för att endast ha lojala män i parlamentet. Därför har en grupp officerare, bland annat ledda av organisationen Svarta handens ledare Dragutin Dimitrijević gjort militärkupp och morden sker som en del av denna. Då liken har blivit synnerligen lemlästade och dessutom efteråt slängts på en gödselhög väcker de stor avsky bland Europas hov och det dröjer länge innan den nya serbiska regeringen, ledd av Petar Karađorđević, erkänns av andra länder, med undantag av Ryssland, som snabbt erkänner den nya regimen – dels för att Karađorđević är tsar Nikolaj II:s skyddsling, dels för att Serbien genom regimskiftet lägger om sin politik från att ha varit vänligt sinnat till att bli mer fientligt inställt till Rysslands ärkefiende Österrike-Ungern.
- 1985 – Den obemannade sovjetiska rymdsonden Vega 1 passerar planeten Venus och släpper utrustning på den, för att man ska kunna undersöka planetens atmosfär och yta. Sedan den likaledes obemannade rymdsonden Vega 2 har passerat fyra dagar senare använder man Venus dragningskraft, för att skicka sonderna mot Halleys komet, som man når fram till i mars året därpå.
- 1994 – Sedan den 24-årige fänriken Mattias Flink i Falun kvällen före har supit sig berusad och bland annat grälat med sin flickvän beväpnar han sig med en AK5:a och en Glock 17-pistol, varpå han tidigt på morgonen ger sig ut i Falun och skjuter totalt tio personer. Sju av dem (fem kvinnor och två män i åldrar mellan 20 och 35 år) dör av skottskadorna, medan de övriga tre överlever. Flink döms i tingsrätten till 32 års fängelse för morden, medan hovrätten ändrar straffet till livstids fängelse och högsta domstolen till 30 års fängelse. Detta massmord blir det värsta i Sverige (räknat i antal offer) sedan Hurvamorden 1952.
- 2004 – Cassini-Huygens gör sin närmaste passage vid Saturnusmånen Phoebe.
- 2008 – Uppskjutning av Fermi Gamma-ray Space Telescope.
- 2018 – Three World Trade Center öppnas.

## Födda
- 1456 – Anne Neville, Englands drottning från 1483 (gift med Rikard III)
- 1572 – Ben Jonson, engelsk poet och dramaker
- 1752 – Christian Heinrich Kurt von Haugwitz, preussisk statsman, Preussens premiärminister 1792–1804 och 1806
- 1787 – Manuel Dorrego, argentinsk politiker, guvernör i Buenos Aires från 1827
- 1823 – James L. Kemper, amerikansk jurist, militär och demokratisk politiker, guvernör i Virginia 1874–1878
- 1857 – Antoni Grabowski, polsk kemiingenjör, ledande inom Esperantorörelsen
- 1864 – Richard Strauss, tysk kompositör
- 1876 – Alfred L. Kroeber, amerikansk antropolog
- 1877 – Renée Vivien, brittisk poet
- 1879 – Max Schreck, tysk skådespelare
- 1895 – Nikolaj Bulganin, marskalk av Sovjetunionen, premiärminister 1955-1958
- 1899 – Yasunari Kawabata, japansk författare, mottagare av Nobelpriset i litteratur 1968
- 1900
  - Walter Ljungquist, svensk författare och manusförfattare
  - Axel Stig Hansson, svensk kompositör, manusförfattare och musiker med pseudonymen Jules Sylvain
- 1901 – Gustaf Svensson i Vä, svensk folkskollärare och centerpartistisk riksdagspolitiker
- 1905 – Richard Loeb, amerikansk brottsling
- 1909 – Kawdoor Sadananda Hegde, indisk jurist och politiker, talman i parlamentskammaren Lok Sabha 1977–1979
- 1910 – Jacques-Yves Cousteau, fransk oceanograf
- 1912 – William Baziotes, amerikansk konstnär inom abstrakt expressionism
- 1918
  - Ruth Aarons, amerikansk bordtennisspelare
  - Rolf Gregor, svensk skådespelare
- 1920 – Majken Cullborg, svensk författare, manusförfattare och översättare
- 1925 – Emanuel Minos, norsk teolog och predikant
- 1927 – Beryl Grey, brittisk prima ballerina
- 1928
  - Verner Edberg, svensk skådespelare
  - Fabiola, belgarnas drottning 1960–1993
- 1930
  - Elisabeth Granneman, norsk skådespelare
  - Charles B. Rangel, amerikansk demokratisk politiker, kongressledamot 1971–2017
- 1932 – Gerd Andersson, svensk balettdansös och skådespelare
- 1933 – Gene Wilder, amerikansk komiker, skådespelare, filmregissör och manusförfattare
- 1934
  - Henri-Marie-Jean André de Laborde de Monpezat, dansk regentgemål 1972-2018 (gift med Margrethe II)
  - Staffan Westerberg, svensk regissör, manusförfattare och skådespelare
- 1936 – Helena Brodin, svensk skådespelare
- 1937 – Robin Warren, australiensisk fysiolog, mottagare av Nobelpriset i fysiologi eller medicin 2005
- 1945 – Adrienne Barbeau, amerikansk skådespelare och sångare
- 1946 – Stellan Sundahl, svensk komiker och skådespelare samt radio- och tv-programledare, medlem av humorgruppen Helt apropå
- 1947 – Jan von Melen, svensk skådespelare
- 1948
  - Mike Conaway, amerikansk republikansk politiker
  - Laloo Prasad Yadav, indisk politiker, partiledare för Rashtriya Janata Dal
- 1949 – Frank Beard, amerikansk musiker, trumslagare i gruppen ZZ Top
- 1951 – Jan Modin, svensk skådespelare, teaterregissör och författare
- 1953
  - José Bové, fransk politiker
  - Dennis Daugaard, amerikansk republikansk politiker, guvernör i South Dakota 2011–2019
- 1954 – Gunna Grähs, svensk illustratör
- 1955 – Jurij Sedych, sovjetisk släggkastare
- 1956 – Joe Montana, amerikansk utövare av amerikansk fotboll
- 1958 – Rick Renzi, amerikansk republikansk politiker och affärsman, kongressledamot 2003–2009
- 1959
  - Mike Arcuri, amerikansk demokratisk politiker
  - Hugh Laurie, brittisk skådespelare, författare och musiker
- 1960
  - Stefan Sundström, svensk låtskrivare, trubadur och rockartist
  - Ola Nyström, svensk musiker, medlem i bland annat Weeping Willows och Apache
- 1963 – Magnus Roosmann, svensk skådespelare
- 1964
  - Jean Alesi, fransk racerförare
  - Pete Finestone, amerikansk musiker, trumslagare i gruppen Bad Religion 1982–1991
  - Andreas von Holst, tysk musiker med artistnamnet Kuddel, gitarrist i gruppen Die Toten Hosen
- 1968 – Kaj Hagstrand, svensk operasångare och musikalartist
- 1969 – Peter Dinklage, amerikansk skådespelare
- 1974 – Aldo Bumçi, albansk politiker, Albaniens justitieminister 2005–2007
- 1977
  - Ryan Dunn, amerikansk skådespelare
  - Dubrilla Ekerlund, svensk skådespelare
- 1978 – Vendela Santén, svensk seglare
- 1981 – Fjodor Fjodorov, rysk ishockeyspelare
- 1986 – Shia LaBeouf, amerikansk skådespelare och komiker
- 1988 – Claire Holt, australisk skådespelare och modell
- 1991 – Dan Howell, brittisk youtubare
- 1997 – Kodak Black, amerikansk rappare
- 1999 – Kai Havertz, tysk fotbollsspelare

## Avlidna
- 1183 – Henrik den yngre, 28, kung av England (medregent till sin far Henrik II)
- 1488 – Jakob III, 36, kung av Skottland
- 1560 – Maria av Guise, 44, Skottlands drottning
- 1698 – Balthasar Bekker, 64, nederländsk reformert teolog
- 1727 – Georg I, 67, kurfurste av Hannover och kung av Storbritannien och Irland
- 1825 – Daniel D. Tompkins, 50, amerikansk demokratisk-republikansk politiker, USA:s vicepresident
- 1847 – John Franklin, 61, brittisk amiral och polarforskare
- 1859 – Klemens von Metternich, 86, österrikisk statsman, Österrikes utrikesminister och statskansler
- 1880 – John Wood, 81, amerikansk republikansk politiker, guvernör i Illinois
- 1894 – Federico de Madrazo, 79, spansk målare
- 1901 – William J. Samford, 56, amerikansk demokratisk politiker, guvernör i Alabama
- 1903
  - Alexander I, 26, kung av Serbien
  - Draga Mašin, 35, Serbiens drottning
- 1904 – Clas Theodor Odhner, 67, svensk riksarkivarie och historiker, ledamot av Svenska Akademien
- 1907 – John Tyler Morgan, 82, amerikansk general och politiker, senator för Alabama
- 1934 – Lev Vygotskij, 37, sovjetisk judisk psykolog, pedagog och filosof
- 1947 – David I. Walsh, 74, amerikansk demokratisk politiker, guvernör i Massachusetts och senator för samma delstat
- 1963 – Thích Quảng Đức, vietnamesisk buddhistmunk
- 1964 – John Eke, 78, svensk löpare, OS-guld 1912
- 1970 – Aleksandr Kerenskij, 89, ordförande i Rysslands provisoriska regering 1917
- 1972 – Joakim Bonnier, 42, svensk racerförare
- 1973
  - Claes Gill, 62, norsk författare, journalist och skådespelare
  - Erich von Manstein, 85, tysk militär
  - Einar Vaage, 84, norsk skådespelare
- 1977 – Karl-Axel Forssberg, 72, svensk skådespelare
- 1979 – John Wayne, 72, amerikansk skådespelare
- 1984 – Sigge Fürst, 78, svensk skådespelare, sångare, underhållare och programledare
- 1985 – Karen Ann Quinlan, 31, amerikansk kvinna, omtalad i samband med aktiv dödshjälp
- 1986 – Maurice Duruflé, 84, fransk organist och kompositör
- 1987 – Ann Mari Uddenberg, 71, svensk skådespelare
- 1988 – Giuseppe Saragat, 89, italiensk politiker, president
- 1998 – Catherine Cookson, 91, brittisk författare
- 1999 – DeForest Kelley, 79, amerikansk skådespelare
- 2001 – Timothy McVeigh, 33, amerikansk militär och högerextremistisk terrorist
- 2006 – Erik Gunnar Eriksson, 76, svensk väckelsepredikant, grundare av hjälporganisationen Hoppets Stjärna
- 2008
  - Ove Andersson, 70, svensk rallyförare och stallchef inom rally och formel 1
  - Ruth Kasdan, 89, svensk skådespelare och sångare
  - Võ Văn Kiệt, 85, vietnamesisk politiker, Vietnams premiärminister
- 2011
  - Gunnar Fischer, 100, svensk filmfotograf, regissör och författare
  - Kurt Nielsen, 80, dansk tennisspelare
  - Seth Putnam, 43, amerikansk rockmusiker
- 2012
  - Héctor Bianciotti, 82, argentinsk-fransk författare och journalist
  - Teófilo Stevenson, 60, kubansk amatörboxare
  - Nalle Knutsson, 69, svensk musikalartist, skådespelare, festfixare och klädformgivare samt TV- och nöjespersonlighet
  - Ann Rutherford, 94, kanadensisk-amerikansk skådespelare
  - Wayne Roberts, 61, amerikansk graffitimålare med artistnamnet Stay High 149
- 2013 – Robert Fogel, 86, amerikansk ekonom, mottagare av Sveriges riksbanks pris i ekonomisk vetenskap till Alfred Nobels minne 1993
- 2014
  - Ruby Dee, 91, amerikansk skådespelare
  - Rafael Frühbeck de Burgos, 80, spansk dirigent och kompositör
- 2015 – Ron Moody, 91, brittisk skådespelare
- 2016 – Christina Grimmie, 22, amerikansk pianist och sångare

## Övrigt
I Danmark kallas den 11 juni för Fandens fødselsdag ("Fans födelsedag") eftersom den tidigare var en av två dagar på året när räntor skulle betalas och avbetalningar skulle göras (den andra var den 11 december).